# Bill Finegan
William „Bill“ Finegan (* 3. April 1917 in Newark, New Jersey; † 4. Juni 2008 in Bridgeport, Connecticut) war ein US-amerikanischer Arrangeur, Bandleader und Pianist der Swingära und des Modern Jazz. Er leitete mit Eddie Sauter das Sauter-Finegan Orchestra.

## Leben und Werk
Bill Finegan studierte privat, an der High School und am Conservatoire de Paris (u. a. bei Darius Milhaud). Seine Karriere begann 1938, als Tommy Dorsey sein Arrangement über „Lonesome Road“ kaufte und Glenn Miller vorspielte, der daraufhin dem Nachwuchs-Arrangeur einen Job anbot. Finegan war von 1938 bis 1942 Arrangeur bei Glenn Miller und schrieb mehr als 300 Arrangements für Miller, darunter viele Hits. Später arbeitete er dann für Tommy Dorsey und lebte danach von 1948 bis 1950, vor allem studienhalber, in Frankreich und Großbritannien.
Im Jahr 1952 gründete er mit Eddie Sauter das Sauter-Finegan-Orchestra, das zunächst als Studioband geplant war, aber bis 1958 in wechselnden Besetzungen zusammen spielte. 1957 trennte er sich von Sauter und arbeitete erst 1959 wieder mit ihm zusammen, vor allem für den Rundfunk und das Fernsehen. Danach arbeitete Finegan als Komponist von Werbemusiken und unterrichtete an der University of Bridgeport. Daneben arrangierte Finegan auch für die Ames Brothers, Carol Sloane, Sonny Stitt, Mel Lewis und mit Warren Vaché, zu dessen Streicheralbum Don’t Look Back er Arrangements beisteuerte. Anlässlich seines 90. Geburtstages fand 2007 in der New Jersey City University ein Konzert mit Werken von Finegan, aber auch seiner Schüler James Chirillo und Julie Cavadini statt. Zuletzt lebte er in Monroe, Connecticut.

## Diskografie
- Eddie Sauter/Bill Finegan: The Sauter Finegan Orchestra – Directions In Music (RCA, 1952–58)